# Widerstandsnest 60

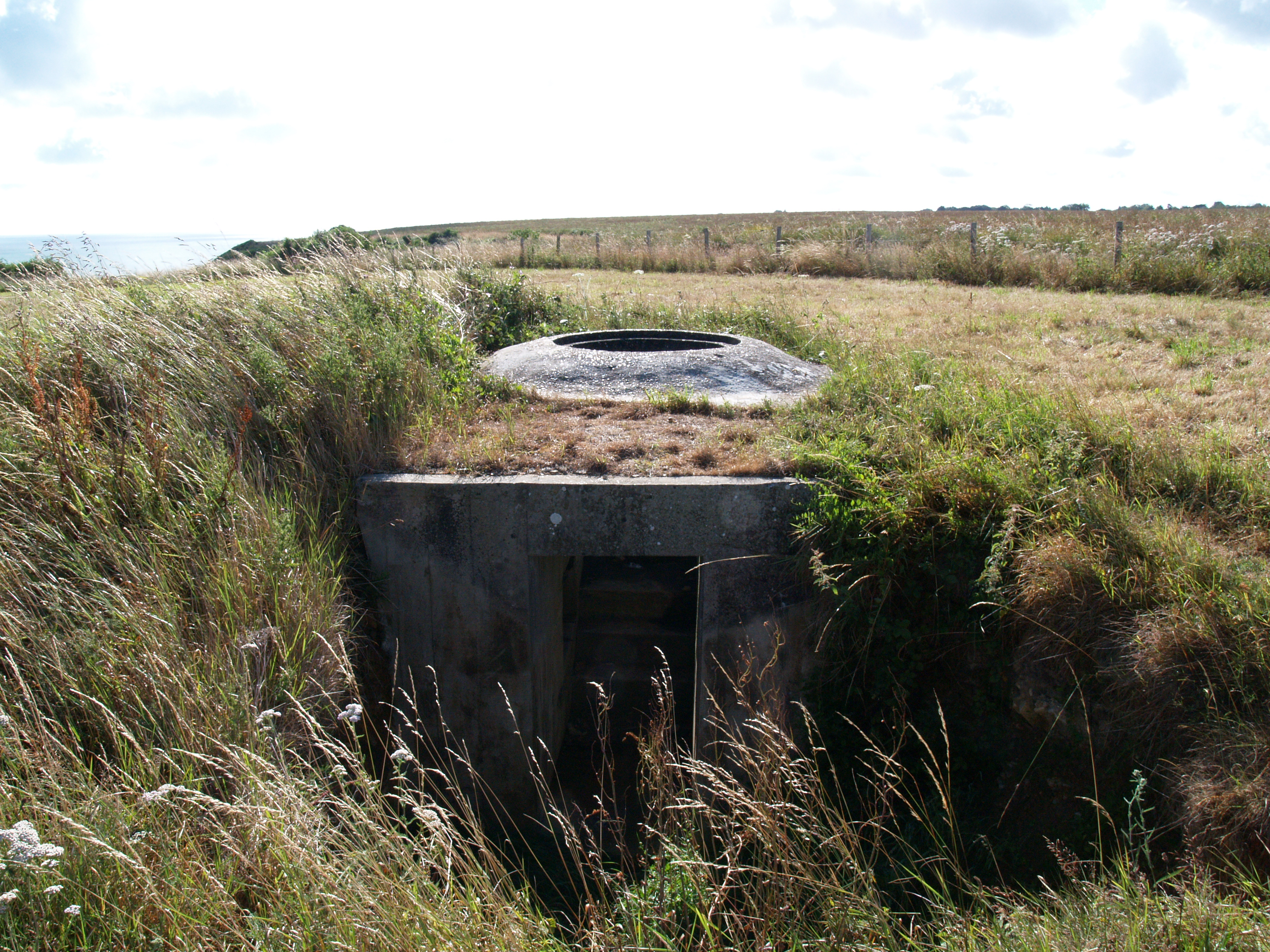
Een tobruk bij Widerstandsnest 60

Widerstandsnest 60 (WN 60) is een voormalig Duitse verdedigingsstelling aan de Atlantische kust bij Omaha Beach. WN 60 ligt op zestig meter hoogte en had een van de beste uitzichtpunten over Omaha Beach. Het lag in de meest oostelijke sector, Fox Red.
Widerstandsnest 60 was bewapend met twee 75 mm kanonnen, een 20 mm luchtafweerkanon, drie mortieren in een Bauform (of Tobruk) en verscheidene mitrailleurs. Daarnaast stond er naar alle waarschijnlijkheid in de zuidoosthoek van het Widerstandsnest een Bauform met een koepel van de Renault R35.
WN 60 werd bekend vanwege het feit dat dit de stelling zou zijn geweest waarin Majoor Werner Pluskat de invasievloot zag naderen en tevergeefs zijn meerdere hiervoor waarschuwde. Deze foutieve aanname is verfilmd in "The Longest Day".
Onlangs is echter gebleken dat dit niet de bunker van Majoor Pluskat kon zijn geweest; alleen al om het feit dat de echte bunker vernietigd werd in de eerste uren van de invasie. Werner Pluskat was tijdens het filmen van The Longest Day aanwezig als adviseur en maakte er geen geheim van dat dit niet zijn voormalige bunker was. Na onderzoek in het voorjaar van 2009 is de ware locatie van Pluskats bunker ontdekt.